# 洛迪高·利馬
洛迪高·祖些·利馬·杜斯山度士（葡萄牙語：Rodrigo José Lima dos Santos；1983年5月11日—），簡稱利馬，巴西退役足球員，司職前鋒。曾效力阿聯酋阿拉伯海灣聯賽球會阿爾阿里。

## 球會生涯

### 早年
出生於巴西蒙特阿萊格雷的利馬曾效力九支本土球會，但都效力不長。其中在2008年巴甲，他未能為所屬的山度士取得入球，該會亦只能以第15名完成聯賽。
2009年夏天，在與烏克蘭球會米達列斯簽約失敗後，利馬轉會至葡萄牙的比蘭倫斯，雖然為球會取得不少入球，但球會仍要在2009/10球季降班。

### 布拉加
之後，利馬加盟該國的另一支球會布拉加，簽約三年。2010年8月24日，他在對西維爾的歐聯第三圈賽事次回合以後備身份大演帽子戲法，助球隊以4:3擊敗對手，並以總比數5:3晉級。
利馬在2011/12球季取得26個入球，當中包括20個聯賽入球，助布拉加取得季軍，並取得2012/13球季歐聯參賽資格。利馬接連在作客3:0擊敗基維辛迪取得三球、主場5:2擊敗費利拿及3:0擊敗塞圖巴爾時梅開二度，亦在主場1:1逼和賓菲加一戰為球隊射入十二碼扳平，他亦在作客火龍球場對應屆冠軍波圖時梅開二度，但仍以2:3落敗。

### 賓菲加
2012年8月31日，在夏季轉會窗的最後一日，利馬於賓菲加簽約四年，與米高換隊。他在加盟不久已有不俗的發揮，並搶走奧斯卡·卡度素的主力射手之位，在其首兩場正式比賽中亦取得入球，其中在作客2:2戰和科英布拉大學取得一個入球，以及作客費利拿梅開二度贏2:1，歐聯分組賽對莫斯科斯巴達為球隊破蛋，仍以1:2落敗。在全季，他以30個入球成為聯賽神射手。
2013年1月26日，利馬攻入其第八個聯賽入球，助球隊以2:1擊敗其舊會布拉加。3月30日，他首次在葡超大演帽子戲法，助球隊6:1大勝里奧艾維。
2013/14球季，利馬在2014年4月20日以2:0擊敗奧漢倫斯一戰包辦全部兩個入球，並在各項賽事攻入二十個入球，令球會奪得他們第33次聯賽冠軍。在之後對祖雲達斯的歐霸盃準決賽首回合，在84分鐘取得奠定勝局的入球，助球隊2:1取勝。他的第21個入球，助球會贏得三冠王。
2014年9月21日，利馬在對摩里倫斯的聯賽攻入其首個入球，終結至4月21日起持續長達12場的入球荒。12月14日，利馬為賓菲加梅開二度，助球隊作客擊敗勁敵波圖2:0。2015年2月15日，利馬在對塞圖巴爾的聯賽梅開二度，助球隊贏3:0。5月9日，他在對已篤定降班的彭拿費爾再攻入兩球，助球隊贏4:0。

## 榮譽

### 球會
彼辛度
- 巴拉納省聯賽：2005

布拉加
- 歐霸盃：亞軍 2010/11

賓菲加
- 葡超：2013/14
- 葡盃：2013/14
- 葡聯盃：2013/14
- 葡超盃：2014
- 歐霸盃：亞軍 2012/13、2013/14[23]

### 個人
- SJPF每月最佳球員：2012年2月、2014年4月

## 外部連結
- 賓菲加官網資料 （页面存档备份，存于） （葡萄牙文）
- SambaFoot 資料 （页面存档备份，存于）
- 洛迪高·利馬於ForaDeJogo的個人資料
- Soccerway資料庫：Lima
- Lima－UEFA國際賽競賽紀錄